# Diócesis de Grand Rapids
La diócesis de Grand Rapids (en latín: Dioecesis Grandormensis y en inglés: Roman Catholic Diocese of Grand Rapids) es una circunscripción eclesiástica de la Iglesia católica en Estados Unidos. Se trata de una diócesis latina, sufragánea de la arquidiócesis de Detroit. Desde el 18 de abril de 2013 su obispo es David John Walkowiak.

## Territorio y organización

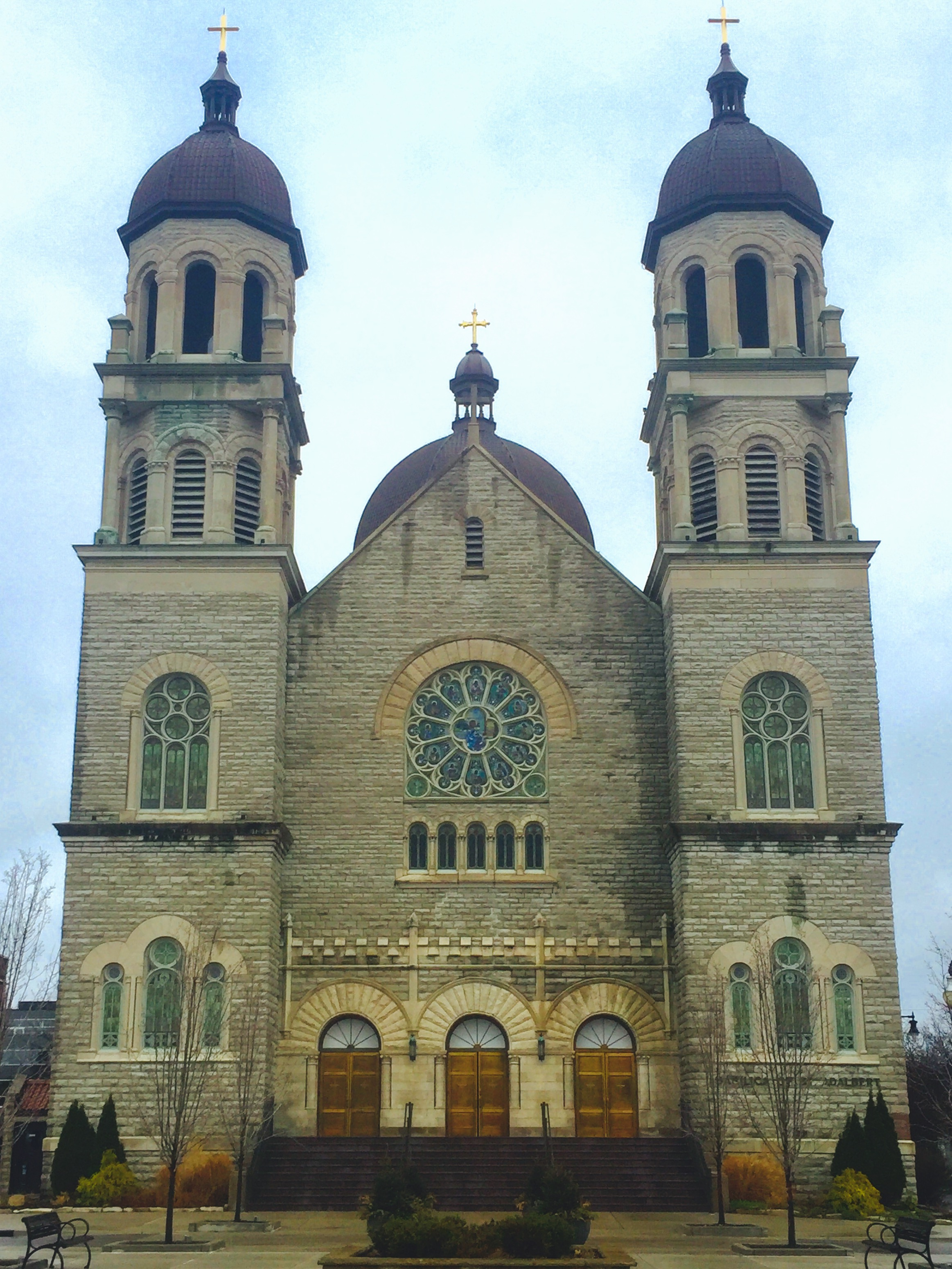
Basílica de San Adalberto

La diócesis tiene 17 592 km² y extiende su jurisdicción sobre los fieles católicos de rito latino residentes en 11 condados del estado de Míchigan: Ottawa, Kent, Ionia, Muskegon, Newaygo, Oceana, Montcalm, Mecosta, Lake, Mason y Osceola.
La sede de la diócesis se encuentra en la ciudad de Grand Rapids, en donde se halla la Catedral de San Andrés y la basílica de San Adalberto.
En 2019 en la diócesis existían 80 parroquias.

## Historia
La diócesis fue erigida el 19 de mayo de 1882 con la bula Nobis aeterni pastoris del papa León XIII, obteniendo el territorio de la diócesis de Detroit (hoy arquidiócesis).
Originalmente sufragánea de la arquidiócesis de Cincinnati, se unió a la provincia eclesiástica de la arquidiócesis de Detroit el 22 de mayo de 1937.
El 26 de febrero de 1938 cedió una parte de su territorio para la erección de la diócesis de Saginaw mediante la bula Ad animarum bonum del papa Pío XI.
El 19 de diciembre de 1970 cedió los condados de Clare y de Isabella a la diócesis de Saginaw y otras porciones de su territorio para la erección de las nuevas diócesis de Gaylord y de Kalamazoo mediante la bula Qui universae del papa Pablo VI.

## Estadísticas
Según el Anuario Pontificio 2020 la diócesis tenía a fines de 2019 un total de 193 600 fieles bautizados.
| Año                                                                             | Población            | Población | Población      | Sacerdotes | Sacerdotes    | Sacerdotes    | Bautizados por sacerdote | Diáconos permanentes | Religiosos | Religiosos | Parroquias |
| Año                                                                             | Bautizados católicos | Total     | % de católicos | Total      | Clero secular | Clero regular | Bautizados por sacerdote | Diáconos permanentes | Varones    | Mujeres    | Parroquias |
| ------------------------------------------------------------------------------- | -------------------- | --------- | -------------- | ---------- | ------------- | ------------- | ------------------------ | -------------------- | ---------- | ---------- | ---------- |
| 1950                                                                            | 111 759              | 1 000     | 11.2           | 194        | 159           | 35            | 576                      |                      | 41         | 760        | 162        |
| 1966                                                                            | 189 461              | 1 121 343 | 16.9           | 275        | 223           | 52            | 688                      |                      | 40         | 1098       | 130        |
| 1970                                                                            | 212 605              | 1 598 044 | 13.3           | 265        | 205           | 60            | 802                      |                      | 67         | 1021       | 130        |
| 1976                                                                            | 142 555              | 899 128   | 15.9           | 164        | 124           | 40            | 869                      | 22                   | 50         | 623        | 88         |
| 1980                                                                            | 152 000              | 923 000   | 16.5           | 176        | 144           | 32            | 863                      | 17                   | 34         | 609        | 92         |
| 1990                                                                            | 150 373              | 966 060   | 15.6           | 147        | 119           | 28            | 1022                     | 18                   | 31         | 416        | 90         |
| 1999                                                                            | 153 601              | 1 167 900 | 13.2           | 144        | 123           | 21            | 1066                     | 20                   | 1          | 296        | 90         |
| 2000                                                                            | 154 219              | 1 167 900 | 13.2           | 139        | 121           | 18            | 1109                     | 20                   | 20         | 295        | 91         |
| 2001                                                                            | 158 050              | 1 167 900 | 13.5           | 146        | 124           | 22            | 1082                     | 18                   | 24         | 294        | 91         |
| 2002                                                                            | 161 525              | 1 283 717 | 12.6           | 143        | 122           | 21            | 1129                     | 18                   | 23         | 283        | 90         |
| 2003                                                                            | 162 670              | 1 283 717 | 12.7           | 147        | 126           | 21            | 1106                     | 26                   | 22         | 279        | 90         |
| 2004                                                                            | 162 670              | 1 283 717 | 12.7           | 136        | 121           | 15            | 1196                     | 29                   | 16         | 273        | 91         |
| 2006                                                                            | 166 000              | 1 308 000 | 12.7           | 136        | 121           | 15            | 1220                     | 48                   | 17         | 249        | 90         |
| 2013                                                                            | 182 000              | 1 337 000 | 13.6           | 136        | 117           | 19            | 1338                     | 37                   | 20         | 370        | 82         |
| 2016                                                                            | 197 213              | 1 382 688 | 14.3           | 136        | 119           | 17            | 1450                     | 38                   | 18         | 295        | 82         |
| 2019                                                                            | 193 600              | 1 418 932 | 13.6           | 117        | 100           | 17            | 1654                     | 33                   | 18         | 225        | 80         |
| Fuente: Catholic-Hierarchy, que a su vez toma los datos del Anuario Pontificio. |                      |           |                |            |               |               |                          |                      |            |            |            |

## Episcopologio
- Henry Joseph Richter † (30 de enero de 1883-26 de diciembre de 1916 falleció)
- Michael James Gallagher † (26 de diciembre de 1916 por sucesión-18 de julio de 1918 nombrado obispo de Detroit)
- Edward Denis Kelly † (16 de enero de 1919-26 de marzo de 1926 falleció)
- Joseph Gabriel Pinten † (25 de junio de 1926-1 de noviembre de 1940 renunció[nota 1])
- Joseph Casimir Plagens † (14 de diciembre de 1940-31 de marzo de 1943 falleció)
- Francis Joseph Haas † (26 de septiembre de 1943-29 de agosto de 1953 falleció)
- Allen James Babcock † (23 de marzo de 1954-27 de junio de 1969 falleció)
- Joseph Matthew Breitenbeck † (15 de octubre de 1969-24 de junio de 1989 retirado)
- Robert John Rose † (24 de junio de 1989-13 de octubre de 2003 renunció)
- Kevin Michael Britt † (13 de octubre de 2003-16 de mayo de 2004 falleció)
- Walter Allison Hurley (21 de junio de 2005-18 de abril de 2013 retirado)
- David John Walkowiak, desde el 18 de abril de 2013